# Donji Kosinj
Donji Kosinj – wieś w Chorwacji, w żupanii licko-seńskiej, w gminie Perušić. W 2011 roku liczyła 494 mieszkańców.